# Lars Terenius
Lars Yngve Terenius (* 9. Juli 1940 in Örebro) ist ein schwedischer Pharmakologe und Neurowissenschaftler am Karolinska-Institut.

## Leben und Wirken
Terenius wurde 1968 an der Universität Uppsala mit der Arbeit Structural aspects on oestrogen uptake by genitals of the female mouse promoviert.
Nach einer Tätigkeit als Professor für Pharmakologie an der Universität Uppsala (seit etwa 1972 oder seit 1977) erhielt Terenius 1989 eine Professur am Karolinska-Institut in der Nähe von Stockholm. 2008 wurde er emeritiert, ist aber (Stand 2019) noch in der dortigen Abteilung für klinische Neurowissenschaften wissenschaftlich aktiv.
Terenius entwickelte Methoden zum Nachweis von Rezeptoren mittels radioaktiver Liganden (radioreceptor methods, Tracermethode), wendete diese Methoden auf Opiate an und konnte erstmals eine endogene, opiatartige Substanz im Zentralnervensystem nachweisen. Diese Substanzen werden heute Endorphine genannt. Ausgezeichnet wurden auch seine Arbeiten zur Neuromodulation.
Neuere Arbeiten Terenius’ befassen sich zum einen mit genetischen Risikofaktoren für psychische Erkrankungen wie Schizophrenie oder Alkoholabhängigkeit und andere Abhängigkeiten, untersucht in großen Patientengruppen, zum anderen mit der Zelldynamik bestimmter Moleküle, insbesondere des G-Protein-gekoppelten Rezeptors. Hierbei interessieren insbesondere potentielle Opioid-Rezeptoren, die mittels Fluoreszenzkorrelationsspektroskopie im Sub-Mikrometer- und Sub-Millisekunden-Bereich untersucht werden.
Von 2003 bis 2005 gehörte Terenius zur Nobelversammlung und zum Nobelkomitee zur Vergabe des Nobelpreises für Physiologie oder Medizin.

## Auszeichnungen (Auswahl)
- 1978 Gairdner Foundation International Award[8]
- 1981 Ehrendoktorat der Universität Uppsala
- 1982 Ehrendoktorat der Technisch-Naturwissenschaftlichen Universität Norwegens[4]
- 1987 Mitglied der Königlich Schwedischen Akademie der Wissenschaften[9]
- 1989 Mitglied der Academia Europaea[10]
- 1999 Auswärtiges Ehrenmitglied der American Academy of Arts and Sciences[11]
- 2000 Neuronal Plasticity Prize[12]